# Fitz
Fitz – wieś w Anglii, w hrabstwie Shropshire. Leży 7 km na północny zachód od miasta Shrewsbury i 231 km na północny zachód od Londynu.